# Ascorhynchus cuculus
Ascorhynchus cuculus är en havsspindelart som beskrevs av Fry, W.G. och J.W Hedgpeth 1969. Ascorhynchus cuculus ingår i släktet Ascorhynchus och familjen Ammotheidae.
Artens utbredningsområde är Södra Ishavet. Inga underarter finns listade i Catalogue of Life.